# Leonardo Senatore
Pour les articles homonymes, voir Senatore.

a Compétitions nationales et continentales officielles uniquement.

b Matchs officiels uniquement.
Dernière mise à jour le 14 janvier 2024.
Leonardo Vincente Senatore, né le 13 mai 1984 à Rosario (Argentine), est un joueur international argentin de rugby à XV évoluant aux postes de troisième ligne aile ou de troisième ligne centre.

## Biographie
Leonardo Senatore honore sa première cape internationale avec l'équipe d'Argentine le 31 mai 2008 contre l'équipe d'Uruguay. Il joue en club avec le club argentin Gimnasia Rosario et avec le Pampas XV de 2010 à 2011, avec qui il dispute la Vodacom Cup. Il remporte la compétition en 2011 en battant les Blue Bulls en finale. Le 11 août, il est retenu par Santiago Phelan dans la liste des trente joueurs qui disputent la coupe du monde.
En novembre 2023, il remplace son compatriote Pablo Bouza à la tête de la franchise uruguayenne Peñarol et devient le nouvel entraîneur à partir de la saison 2024 de Súper Rugby Américas.

## Palmarès
- Vainqueur de la Vodacom Cup en 2011 avec les Pampas XV

## Statistiques en équipe nationale
Leonardo Senatore compte 50 sélections avec l'équipe d'Argentine, dont 31 en tant que titulaire, depuis son premier match disputé le 31 mai 2008 à Montevideo contre l'équipe d'Uruguay. Il inscrit vingt points, quatre essais.
Il participe à deux éditions de la Coupe du monde : en 2011, il dispute deux rencontres, face à la Géorgie  et la Nouvelle-Zélande. En 2015, il dispute cinq matchs, contre la Nouvelle-Zélande, les Tonga, la Namibie, l'Irlande et l'Australie.